# Vérteskethely
Vérteskethely is een plaats (község) en gemeente in het Hongaarse comitaat Komárom-Esztergom. Vérteskethely telt 551 inwoners (2015).

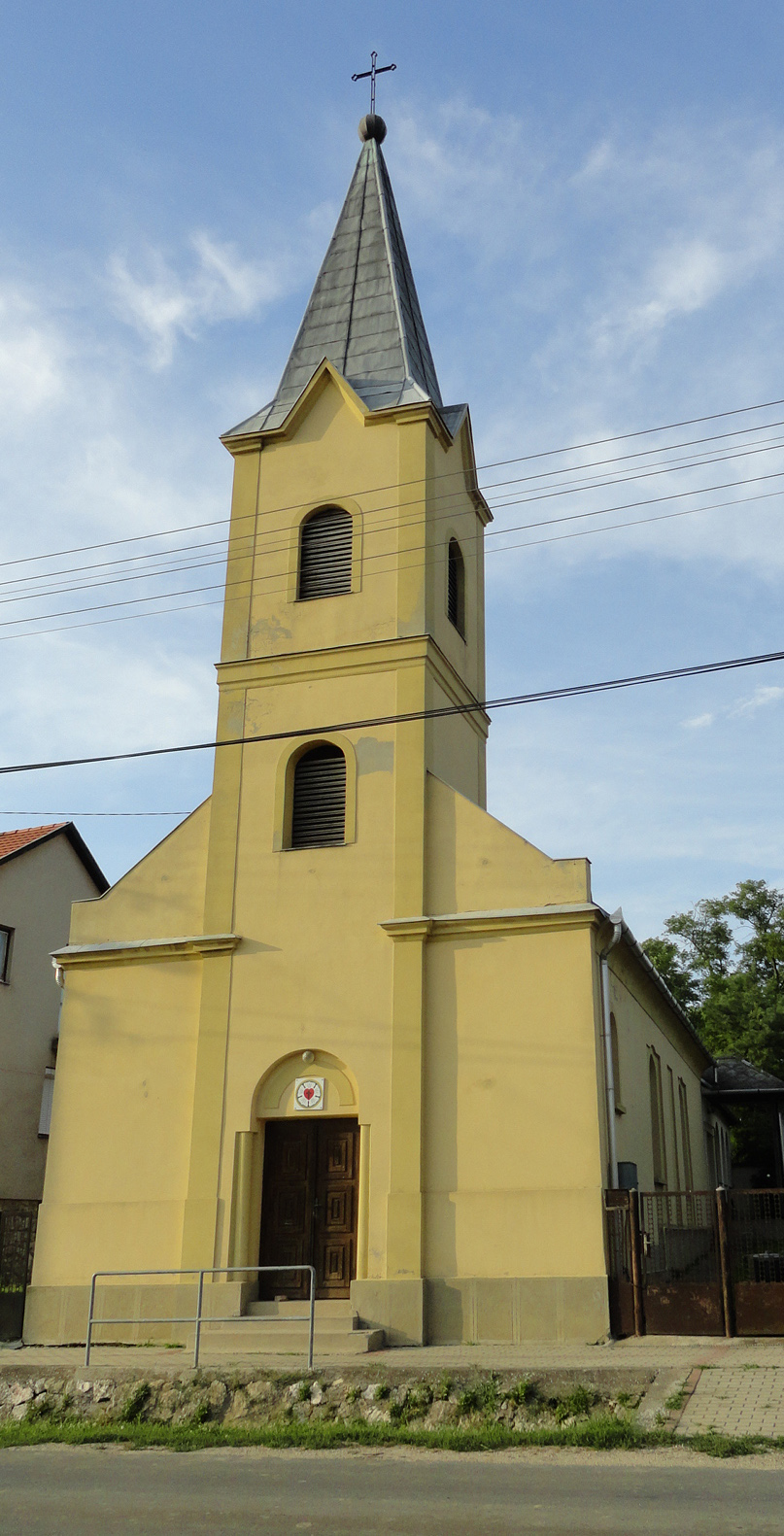
Gereformeerde kerk